# بگرات سوم
بگرات سوم (گرجی: ბაგრატ III; ح. ۹۶۰ – ۷ مهٔ ۱۰۱۴ (۵۴ سال)) فرمانروا اهل پادشاهی متحد گرجستان بود.
قبل از اینکه بگرات به عنوان پادشاه کل پادشاهی متحد گرجستان تاج گذاری کند، در جوانی در مناطق نواحی کارتلی (گرجستان غربی)، به همراه پدرش گرگین پادشاه ایبریا از سال ۹۷۶ تا ۹۷۸ سلطنت کرده بود.